# 7Q2
7Q2 (früher 7QLXXEpJer, Nr. 804 nach Rahlfs) ist das Fragment einer Papyrushandschrift aus dem 1. Jahrhundert v. Chr. Es enthält die ältesten erhaltenen Teile des deuterokanonischen Brief des Jeremia (Baruch 6), V. 42–43 in griechischer Sprache (Septuaginta).
Das Fragment wurde in den 1950er Jahren in Höhle 7 in Qumran am Toten Meer gefunden und befindet sich heute im Rockefeller Museum in Jerusalem, Inv. Gr. 789.